# Comuna Talpa, Teleorman
Talpa este o comună în județul Teleorman, Muntenia, România, formată din satele Linia Costii, Rotărești, Talpa Poștei, Talpa-Bâscoveni și Talpa-Ogrăzile (reședința).

## Demografie
Componența etnică a comunei Talpa
     Români (91,72%)
     Alte etnii (8,28%)
Componența confesională a comunei Talpa
     Ortodocși (91,24%)
     Alte religii (0,24%)
     Necunoscută (8,52%)
Conform recensământului efectuat în 2021, populația comunei Talpa se ridică la 1.679 de locuitori, în scădere față de recensământul anterior din 2011, când fuseseră înregistrați 2.055 de locuitori. Majoritatea locuitorilor sunt români (91,72%). Din punct de vedere confesional, majoritatea locuitorilor sunt ortodocși (91,24%), iar pentru 8,52% nu se cunoaște apartenența confesională.

## Istorie
La sfârșitul secolului al XIX-lea, pe teritoriul actual al comunei funcționau comunele Talpa-Ogrăzile și Talpa-Bâscoveni, ambele făcând parte din plasa Glavaciocul al județului Vlașca. Comuna Talpa-Ogrăzile era alcătuită din satele Talpa-Ogrăzile, Talpa-Ionești, Lefești, Șopârlești și  Dovlocești, și avea o populație de 1583 de locuitori. În comună funcționau două biserici, o școală mixtă și o moară de aburi, iar comuna Talpa-Bâscoveni era alcătuită din satele Linia Costii, Moșteni-Rotărești (numită și Rândurica) și Talpa-Trivalea (numită și Bâscoveni), cu o populație de 684 de locuitori. În comună funcționau o biserică și o școală mixtă.
În Anuarul Socec din 1925, comunele Talpa-Ogrăzile și Talpa-Bâscoveni apar deja comasate într-o singură comună denumită Talpa, care face parte din aceiași plasă, având o populație de 2635 de locuitori (în satele Lețești, Linia Costii, Talpa-Bâscoveni, Talpa-Ionești, Talpa-Ogrăzile și Talpa-Poștei). În 1931, comunele sunt din nou separate, iar structura celor două comune era astfel: Comuna Talpa-Ogrăzile (cu satele Talpa-Ogrăzile, Talpa-Trivalea, Talpa-Poștei și Talpa-Ionești) iar comuna Talpa-Bâscoveni (cu satele: Rotărești, Talpa-Bâscoveni, Linia Costii și Talpa-Lefești), iar satul Șopârlești a fost transferat la comuna Siliștea.
În anul 1950, comunele au trecut în administrația raionului Videle al regiunii Teleorman, raion care, doi ani mai târziu, a fost inclus în regiunea București.
În anul 1968, comunele au fost transferate la județul Teleorman și au fost contopite, formând comuna Talpa, cu reședința în satul Talpa-Ogrăzile, iar satele Talpa-Ionești, Talpa-Leftești și Talpa-Trivalea au fost desființate și contopite cu satul Talpa-Ogrăzile.

## Politică și administrație
Comuna Talpa este administrată de un primar și un consiliu local compus din 11 consilieri. Primarul, Cleofir Netejoru[*], de la Partidul Național Liberal, este în funcție din octombrie 2020. Începând cu alegerile locale din 2024, consiliul local are următoarea componență pe partide politice:
|  | Partid                    | Consilieri | Componența Consiliului | Componența Consiliului | Componența Consiliului | Componența Consiliului | Componența Consiliului | Componența Consiliului | Componența Consiliului |
|  | ------------------------- | ---------- | ---------------------- | ---------------------- | ---------------------- | ---------------------- | ---------------------- | ---------------------- | ---------------------- |
|  | Partidul Național Liberal | 7          |                        |                        |                        |                        |                        |                        |                        |
|  | Partidul Social Democrat  | 4          |                        |                        |                        |                        |                        |                        |                        |